# Малоярославецька Друга сільська рада
Малояросла́вецька Дру́га сільська́ ра́да — адміністративно-територіальна одиниця та орган місцевого самоврядування в Тарутинському районі Одеської області. Адміністративний центр — село Малоярославець Другий.

## Загальні відомості
Малоярославецька Друга сільська рада утворена в 1917 році.
- Територія ради: 30,15 км²
- Населення ради: 707 осіб (станом на 2001 рік)
- Територією ради протікає річка Кирижк

## Населені пункти
Сільській раді підпорядковані населені пункти:
- с. Малоярославець Другий

## Населення
За переписом населення України 2001 року в сільській раді мешкала 701 особа.

### Мова
Розподіл населення за рідною мовою за даними перепису 2001 року:
| Мова       | Відсоток |
| ---------- | -------- |
| болгарська | 44,70 %  |
| українська | 26,17 %  |
| російська  | 20,37 %  |
| гагаузька  | 7,50 %   |
| молдовська | 1,13 %   |
| німецька   | 0,14 %   |

## Склад ради
Рада складалася з 12 депутатів та голови.
- Голова ради: Гуткан Іван Георгійович
- Секретар ради: Башли Валентина Георгіївна

### Керівний склад попередніх скликань
| Прізвище, ім'я, по батькові | Основні відомості                                                         | Дата обрання | Дата звільнення |
| --------------------------- | ------------------------------------------------------------------------- | ------------ | --------------- |
| Гуткан Іван Георгійович     | Сільський голова, 1974 року народження, освіта вища, член Партії регіонів | 26.03.2006   | 31.10.2010      |
| Гуткан Іван Георгійович     | Сільський голова, 1974 року народження, освіта вища, член Партії регіонів | 31.10.2010   |                 |

Примітка: таблиця складена за даними сайту Верховної Ради України

### Депутати
За результатами місцевих виборів 2010 року депутатами ради стали:

#### За суб'єктами висування
| Суб'єкт висування           | Кількість обраних депутатів | %    |
| --------------------------- | --------------------------- | ---- |
| Партія регіонів             | 10                          | 83,3 |
| Комуністична партія України | 1                           | 8,3  |
| Самовисування               | 1                           | 8,3  |

#### За округами
| № округу                    | Прізвище, ім'я, по батькові    | Дата визнання обраним | Освіта  | Партійна приналежність | Відомості про обраного депутата                                |
| --------------------------- | ------------------------------ | --------------------- | ------- | ---------------------- | -------------------------------------------------------------- |
| Комуністична партія України |                                |                       |         |                        |                                                                |
| 9                           | Топал Петро Миколайович        | 05.11.2010            | вища    | позапартійний          | сільськогосподарчий виробничий кооператив «Колос», механізатор |
| Партія регіонів             |                                |                       |         |                        |                                                                |
| 1                           | Башли Тетяна Петрівна          | 05.11.2010            | вища    | позапартійна           | тимчасово не працює                                            |
| 2                           | Савенко Надія Степанівна       | 05.11.2010            | вища    | позапартійна           | Малоярославецька Друга сільська бібліотека, бібліотекар        |
| 3                           | Ротар Катерина Петрівна        | 05.11.2010            | середня | позапартійна           | тимчасово не працює                                            |
| 4                           | Котлубовський Леонід Дмитрович | 05.11.2010            | вища    | позапартійний          | тимчасово не працює                                            |
| 5                           | Думчиков Олег Васильович       | 05.11.2010            | вища    | член Партії регіонів   | тимчасово не працює                                            |
| 6                           | Гуткан Федір Іванович          | 05.11.2010            | вища    | позапартійний          | приватний підприємець                                          |
| 7                           | Мандажи Микола Степанович      | 05.11.2010            | вища    | позапартійний          | приватний підприємець                                          |
| 8                           | Карабецький Михайло Іванович   | 05.11.2010            | вища    | позапартійний          | Ізмаїльська митниця, інспектор                                 |
| 10                          | Кічук Іван Дмитрович           | 05.11.2010            | середня | член Партії регіонів   | пенсіонер                                                      |
| 11                          | Башли Валентина Геннадіївна    | 05.11.2010            | вища    | член Партії регіонів   | Малоярославецька Друга сільська рада, секретар                 |
| Самовисування               |                                |                       |         |                        |                                                                |
| 12                          | Делі Іван Федорович            | 05.11.2010            | середня | позапартійний          | ПСП «Ніка-Агра», виконавчий директор                           |